# Melanopula cambodiana
Melanopula cambodiana is een hooiwagen uit de familie Sclerosomatidae.